# Meteorus tabidiae
Meteorus tabidiae är en stekelart som beskrevs av Wilkinson 1930. Meteorus tabidiae ingår i släktet Meteorus och familjen bracksteklar. Inga underarter finns listade i Catalogue of Life.